# Johan van Hulst
Pour les articles homonymes, voir Hulst.
Johan van Hulst, né le 28 janvier 1911 à Amsterdam et mort le 22 mars 2018 dans la même ville, est un directeur d'école et homme politique néerlandais. En 1943, il sauve avec l'aide d'étudiants de l'université d'Amsterdam et Henriëtte Pimentel plus de 600 enfants juifs retenus au Hollandsche Schouwburg en attendant leur déportation par les occupants allemands. Il est reconnu comme Juste parmi les nations en 1972.

## Biographie
Johan Wilhelm van Hulst naît le 28 janvier 1911 à Amsterdam. Il est le fils de Gerrit van Hulst et de Geertruida C. Hofman.
Il obtient une maîtrise en psychologie et en pédagogie de l'Université libre d'Amsterdam (Vrije Universiteit) et un Ph.D. en humanités de cette même université.
Il a été membre du Sénat entre 1956 et 1981.
Il est mort le 22 mars 2018 à Amsterdam, à l'âge de 107 ans.